# スロットル
スロットル(英: throttle)は流体を制御する機構のひとつで、流路断面積を変化させて流量を制御する装置である。主要な構成部品である弁（バルブ）はスロットルバルブ(英: throttle valve)あるいは絞り弁と呼ばれ、弁を操作するための構造はスロットルレバー(英: throttle lever)、スロットルペダル(英: throttle pedal)、ガスペダル(米: gas pedal)、スロットルグリップ(英: throttle grip)などのように呼ばれる。あるいは操作部を指してスロットルと略称する場合もある。

## 概要
スロットルは、ガソリンエンジンなどの予混合燃焼機関では、エンジンへの吸気（空気あるいは混合気）の流入量を調整し、エンジンの出力を調節する弁である。空気取得口とインテークマニホールドの間に位置し、流路断面とほぼ同じ直径の円盤を流路に直交する軸で回転させて開閉するバタフライバルブ式が主流である。キャブレターには円筒や平板を流路に直交する方向にスライドさせるスライドバルブ式もある。
自動車やオートバイ用エンジンは他の用途のエンジンに比べると回転数と負荷の変動幅が大きく、スロットルを全開にしたまま使用する状況は限られる。スロットルを絞った運転条件では、スロットルによって吸気の流れに発生する抵抗が大きく、ポンピングロス（吸排気損失）が大きくなる。吸気経路にスロットルを用いず燃料噴射量で出力を制御するディーゼルエンジンは、この点においてガソリンエンジンに比べて熱効率の面で優れる。一方ガソリンエンジンでも、可変バルブ機構や希薄燃焼などの技術を採用してスロットルを廃し、ポンピングロスを減らす工夫が実用化されている。
かつてのオートバイに広く採用されていた負圧可変ベンチュリキャブレター（CVキャブレター）は、スロットル操作に対しベンチュリの動作が若干遅れる特徴がある。このことから、エンジンの出力変化が緩やかで、かつ、広い範囲で扱いやすい特性を持っている。今日ではキャブレターに代わり、電子制御燃料噴射装置が主流となっていて、エンジンの出力特性を扱いやすくするために、電子制御で開閉するセカンダリスロットルバルブを別に設ける場合がある。